# Templo de Winter Quarters
El Templo de Winter Quarters, Nebraska es el nombre oficial de uno de los templos construidos y operados por La Iglesia de Jesucristo de los Santos de los Últimos Días, el número 104 construido por la iglesia y el único en operaciones en Nebraska, ubicado en Winter Quarters, un área histórico del suburbio de Florence al norte de Omaha, Estados Unidos. El templo está construido adyacente a un cementerio donde yacen muchos de los pioneros mormones que fallecieron en Winter Quarters durante su travesía al territorio de Utah.

## Historia
Winter Quarters es un área considerada tierra sagrada para los fieles de la Iglesia SUD. Fue el lugar donde los primeros miembros de la iglesia mormona se establecieron después de que fueran expulsados de Nauvoo, Illinois. Fue también el lugar donde muchos de los pioneros mormones, incluyendo a muchos que vinieron desde Europa, acamparon antes de cruzar las llanuras hacia el valle del Gran Lago Salado. El área es el sitio de entierro de muchos de esos pioneros mormones que murieron en tránsito a su «tierra prometida». Más de 2.000 miembros de la Iglesia murieron en Winter Quarters, debido a fuertes tormentas de nieve, escorbuto, malaria e inadecuada alimentación y vivienda.

## Construcción
Los planes para la construcción del templo en Winter Quarters fueron anunciados públicamente el 14 de junio de 1999 por medio de una carta dirigida a las autoridades locales de la iglesia y leída en las reuniones dominicales de la región.
El templo de Winter Quarters tiene el mismo diseño arquitectónico que el templo de Snowflake, en Arizona. El templo es uno de tres construidos en lugares no muy poblados pero históricamente significativos en la historia del Movimiento de los Santos de los Últimos Días. Los otros dos son el templo de Palmyra y el templo de Nauvoo, ambos en los Estados Unidos. Quienes principalmente asisten al templo de Winter Quarter son turistas que llegan a la región como parte del recorrido de lugares históricos de su iglesia.

### Características
El templo de Winter Quarters cuenta con dos salones para ordenanzas SUD y dos salones de sellamientos matrimoniales. La arquitectura es una adaptación moderna de un diseño clásico de un solo pináculo con un acabado exterior de granito blanco tipo Bethel. Con 16 000 pies cuadrados (1486,4 m²) de construcción, es uno de los templos de mayor tamaño entre los templos de menores proporciones operados por la iglesia SUD a nivel mundial. El templo de menores proporciones más pequeño es el templo de Colonia Juárez, con 6800 pies cuadrados (631,7 m²) de construcción y el templo de Yigo, Guam con 6861 pies cuadrados (637,4 m²).
El templo de Winter Quarters fue construido con las mismas especificaciones de los templos de menor tamaño construidos a fines del siglo XX para llegar a un total de 100 templos para 2000. El primero de tales templos fue el Templo de Monticello (Utah), construido en un pueblo de unos 2 mil habitantes ubicado en la esquina sudeste del estado de Utah. El templo de Winter Quarters es el número 36 con estas especificaciones de menor tamaño alrededor del mundo y el número 104 en operaciones de la iglesia, superando la meta de 100 templos antes del cierre del 2000 y el segundo en ser dedicado en el año 2001.

## Dedicación
La ceremonia de la primera palada de la construcción del templo de Winter Quarters fue el 28 de noviembre de 1999 frente a unas 700 personas y dos años después, el 22 de abril de 2001, Gordon B. Hinckley, el entonces presidente de la iglesia, dedicó el templo para sus actividades eclesiásticas en 4 sesiones, al que asistieron unos 2750 fieles y que fue transmitido por satélite a capillas de Norteamérica. Previo a ello, entre el 30 de marzo y el 12 de abril de ese mismo año, la iglesia permitió un recorrido público de las instalaciones y del interior del templo al que asistieron unos 61.000 visitantes. Al templo, por su cercanía a las comunidades, también asisten miembros provenientes de Iowa, incluyendo su capital Des Moines, así como fieles del Oeste del estado de Misurí, el Este del estado de Kansas, incluyendo Topeka y el Sudeste de Dakota del Sur, incluyendo su ciudad más grande Sioux Falls.